# Mureta

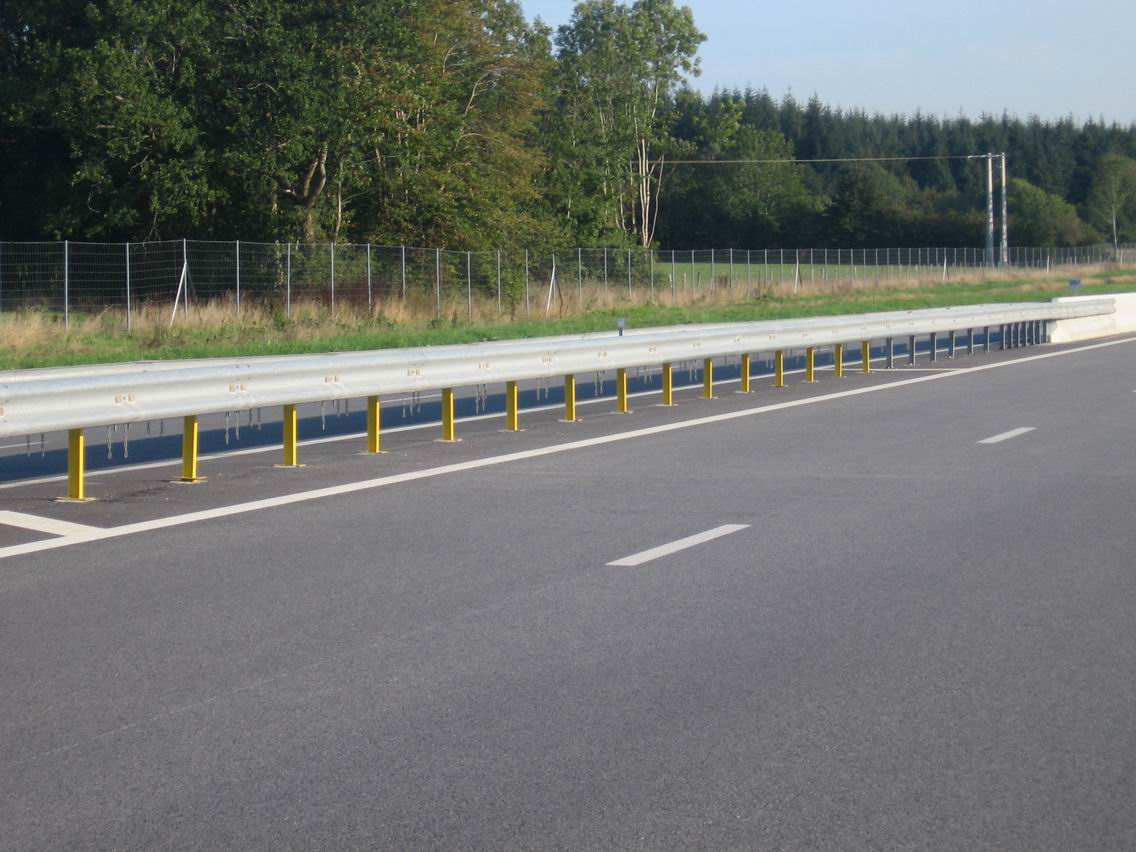
Uma mureta ao lado de uma pista

Uma mureta, grade de proteção, proteção/defensa metálica ou ainda raile é uma proteção que geralmente aparece nas margens de pistas de automobilismo e em muitas estradas públicas. 
O termo guard rail é um estrangeirismo.